# Формула-1 — Гран-прі Нідерландів 1973
Гран-прі Нідерландів 1973 року — десятий етап чемпіонату світу 1973 року з автоперегонів у класі Формула-1, що відбувся 29 липня на трасі Зандвоорт. Завершився перемогою Джекі Стюарта. Під час заїзду загинув молодий британець Роджер Вільямсон.

## Аварія Вільямсона
На восьмому колі, поблизу Східного Тунелю,  на боліді Роджера Вільямсона вибухнула ліва передня шина, автівка на швидкості 140 миль/год вдарилася об бар'єр і, пролетівши значну відстань, перевернулася. Гонщик під час аварії не постраждав, але не міг самостійно вибратися з кокпіту. Лівий паливний бак був пошкоджений, і болід зайнявся полум'ям. Перегони зупинені не були, на трасі з'явилися лише місцеві жовті прапори.

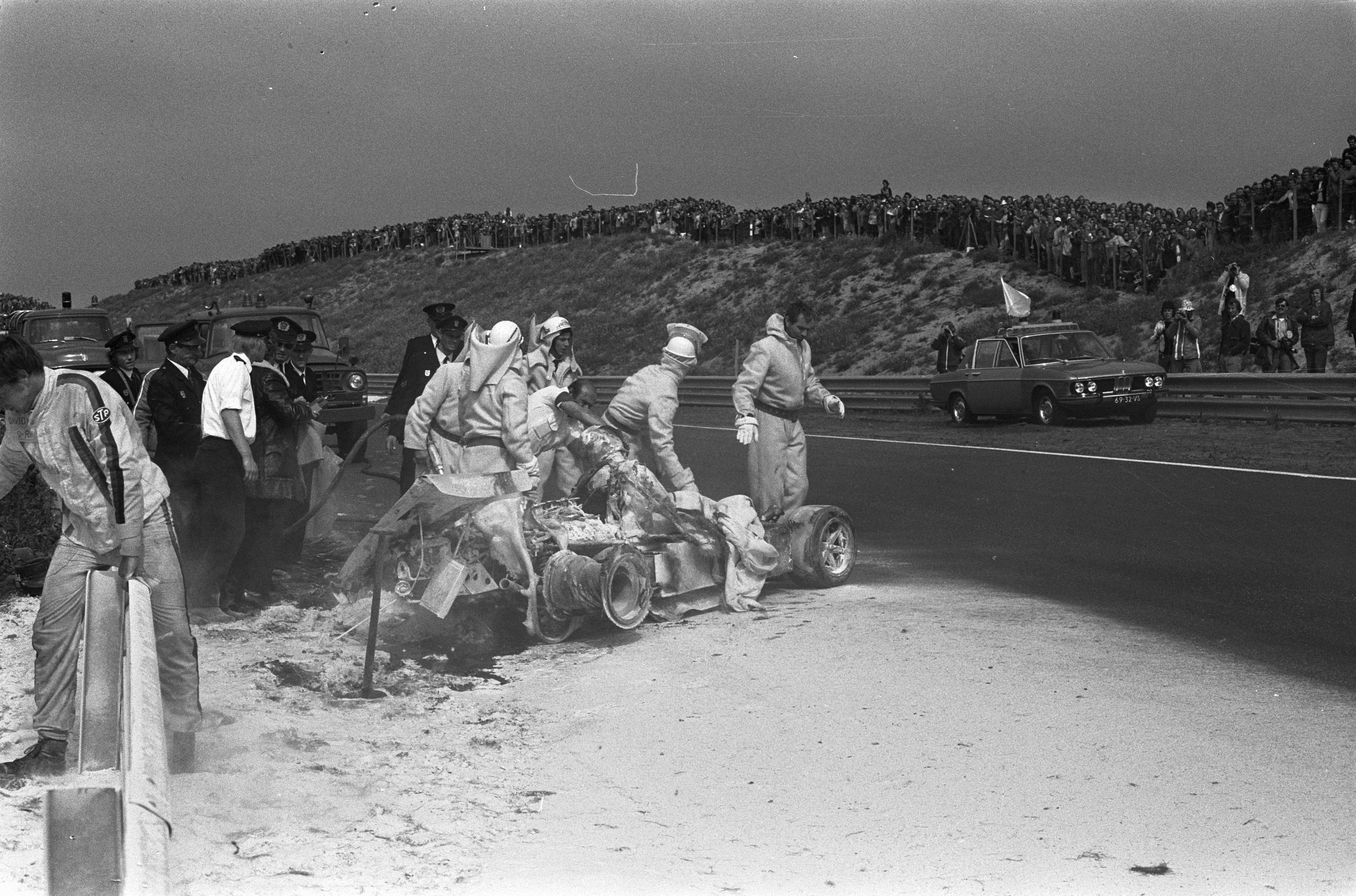
Наслідки аварії Вільямсона

Напарник Вільямсона  по команді, Девід Перлі, майже відразу зупинився і побіг на допомогу. Він намагався загасити полум'я з вогнегасника, перевернути болід та визволити товариша з пастки. Здавалося, часу вистачить, але сил однієї людини виявилося замало. Маршали, що не мали вогнезахисних комбінезонів, не змогли прийти на допомогу. Деякі, приголомшені ситауцією, глядачі намагалися прорватися до місця події, щоб допомогти, але були відтіснені охоронцями з собаками.
Пожежна машина, рухаючись по ходу гонки, прибула лише за вісім хвилин, але надто пізно. Роджер, що не постраждав під час аварії, помер від асфіксії.
Як казав Перлі:«Я просто не зміг перевернути машину. Я бачив, що він живий і чув, як він кричав. Але я не міг перевернути автівку і намагався змусити людей допомогти мені. Якби болід перевернули, з ним би все було гаразд, ми б його врятували».

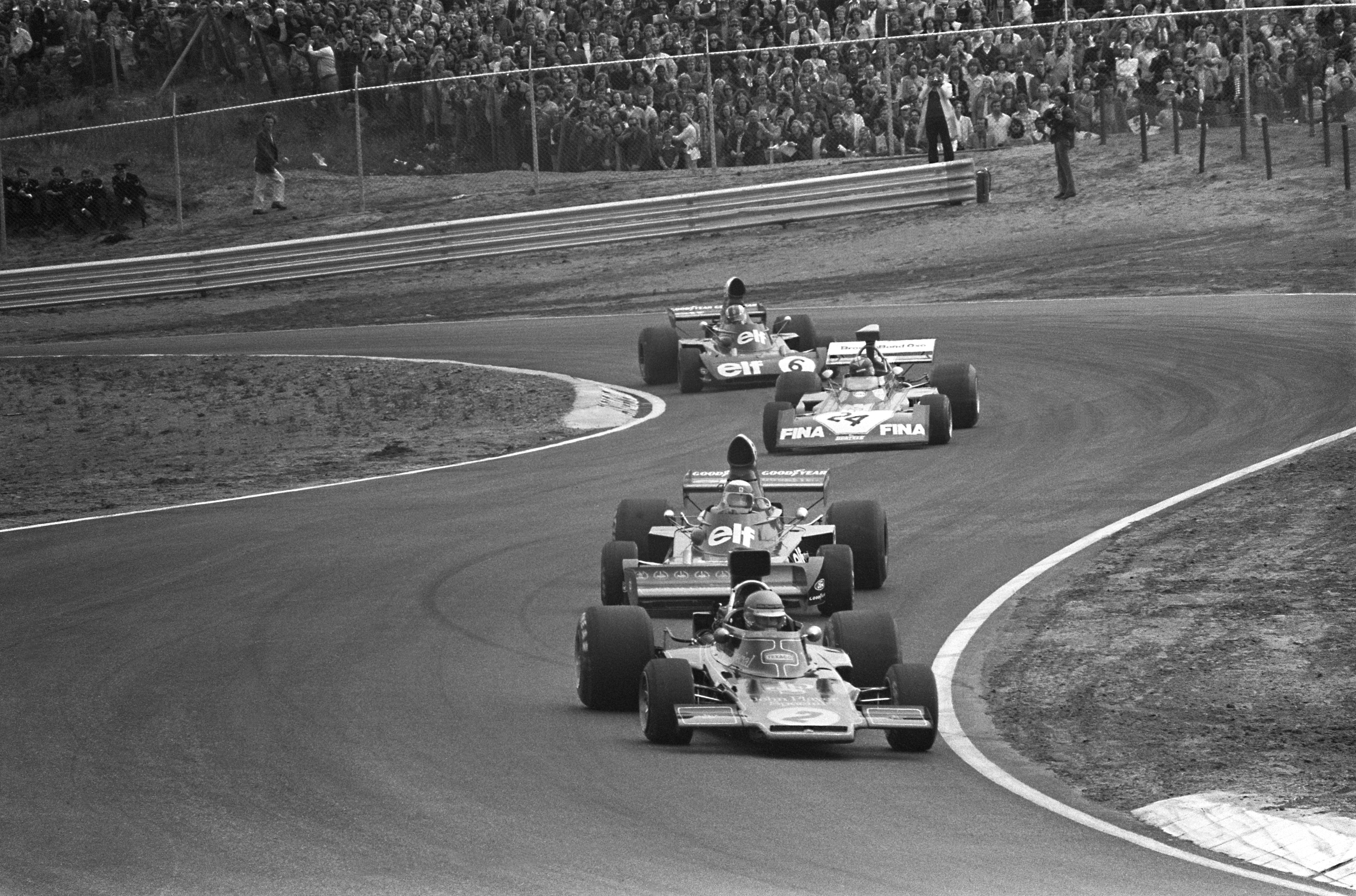
Петерсон, Стюарт, Пачі та Север

## Перегони
|      | Пілот               | Команда           | Кіл | Час                | Старт | Очок |
| ---- | ------------------- | ----------------- | --- | ------------------ | ----- | ---- |
| 1    | Джекі Стюарт        | Тіррелл-Форд      | 72  | 1:39:12.4          | 2     | 9    |
| 2    | Франсуа Север       | Тіррелл-Форд      | 72  | +15.83             | 3     | 6    |
| 3    | Джеймс Хант         | Марч-Форд         | 72  | +1:03.01           | 7     | 4    |
| 4    | Пітер Ревсон        | Макларен-Форд     | 72  | +1:09.13           | 6     | 3    |
| 5    | Жан-П'єр Бельтуаз   | БРМ               | 72  | + 1:13.37          | 9     | 2    |
| 6    | Гі ван Леннеп       | Ісо-Мальборо-Форд | 70  | +2 кола            | 20    | 1    |
| 7    | Карлус Пачі         | Сертіс-Форд       | 69  | +3 кола            | 8     |      |
| 8    | Клей Реґаццоні      | БРМ               | 68  | +4 кола            | 12    |      |
| 9    | Ґенлі Хоуден        | Ісо-Мальборо-Форд | 68  | +4 кола            | 15    |      |
| 10   | Джордж Фоллмер      | Шедоу-Форд        | 67  | +5 кіл             | 22    |      |
| 11   | Ронні Петерсон      | Лотус-Форд        | 66  | двигун             | 1     |      |
| Схід | Ґрем Хілл           | Шедоу-Форд        | 56  | не класификований  | 17    |      |
| Схід | Нікі Лауда          | БРМ               | 52  | паливний насос     | 11    |      |
| Схід | Майк Хейлвуд        | Сертіс-Форд       | 52  | електрика          | 24    |      |
| Схід | Денні Хальм         | Макларен-Форд     | 31  | двигун             | 4     |      |
| Схід | Вілсон Фіттіпальді  | Бребгем-Форд      | 27  | аварія             | 13    |      |
| Схід | Кріс Еймон          | Текно             | 22  | паливна система    | 19    |      |
| Схід | Карлос Ройтеманн    | Бребгем-Форд      | 9   | шини               | 5     |      |
| Схід | Девід Перлі         | Марч-Форд         | 8   | відмова            | 21    |      |
| Схід | Роджер Вільямсон    | Марч-Форд         | 7   | аварія             | 18    |      |
| Схід | Емерсон Фіттіпальді | Лотус-Форд        | 2   | погане самопочуття | 5     |      |
| Схід | Майк Боттлер        | Марч-Форд         | 2   | електрика          | 23    |      |
| Схід | Джекі Олівер        | Шедоу-Форд        | 1   | аварія             | 10    |      |
| НС   | Ріккі фон Опель     | Енсайн-Форд       | 0   | не стартував       | 14    |      |

## Кола лідирування
- 1—63 — Ронні Петерсон
- 64—72 — Джекі Стюарт

## Положення в чемпіонаті після Гран-прі
| Поз | Пілот               | Очки |
| --- | ------------------- | ---- |
| 1   | Джекі Стюарт        | 51   |
| 2   | Емерсон Фіттіпальді | 41   |
| 3   | Франсуа Север       | 39   |
| 4   | Ронні Петерсон      | 25   |
| 5   | Пітер Ревсон        | 23   |

| Поз | Конструктор   | Очки    |
| --- | ------------- | ------- |
| 1   | Тіррелл-Форд  | 62 (66) |
| 2   | Лотус-Форд    | 58 (62) |
| 3   | Макларен-Форд | 38      |
| 4   | Бребгем-Форд  | 12      |
| 5   | Феррарі       | 12      |

- Примітка: Тільки 5 позицій включені в обидві таблиці.